# Кронжкови
Кронжкови (пол. Krążkowy, нім. Kronschkow) — село в Польщі, у гміні Кемпно Кемпінського повіту Великопольського воєводства. Населення — 2305 осіб (2011).
У 1975—1998 роках село належало до Каліського воєводства.

## Демографія
Демографічна структура станом на 31 березня 2011 року:
|          | Загалом | Допрацездатний вік | Працездатний вік | Постпрацездатний вік |
| -------- | ------- | ------------------ | ---------------- | -------------------- |
| Чоловіки | 1141    | 245                | 798              | 98                   |
| Жінки    | 1164    | 226                | 711              | 227                  |
| Разом    | 2305    | 471                | 1509             | 325                  |